# Haim Harari
Haim Harari (in ebraico חיים הררי‎?; Gerusalemme, 18 novembre 1940) è un fisico israeliano.
Contribuì alla fisica delle particelle, istruzione scientifica, e altri campi. È stato il presidente dell'Istituto Weizmann dal 1988 al 2001.

## Biografia
Haim Harari nacque a Gerusalemme in Palestina mandataria. La sua famiglia visse nella zona che ora è Israele per cinque generazioni. I suoi genitori erano i membri della Knesset Yizhar Harari e Dina Neumann. Harari conseguì il suo M.Sc. e il suo Ph.D. in fisica alla Università Ebraica di Gerusalemme.

## Carriera
Harari ha coniato il nome dei quark top e bottom, previsti nel 1973 da Kobayashi e Maskawa, e ha fatto la prima dichiarazione completa del modello standard di fisica delle particelle con sei quark e sei leptoni (presso la conferenza Lepton-Photon a Stanford nel 1975). Ha anche proposto il modello di Rishon, un modello per una sottostruttura di quark e leptoni, attualmente ritenute le particelle più fondamentali in natura. Non ci sono ancora prove sperimentali per tale sottostruttura.

## Premi e riconoscimenti
- Iscrizione all'Accademia israeliana delle scienze e delle lettere (1978);
- Iscrizione all'American Academy of Arts and Sciences (2010);
- Premio Rothschild in fisica (1976);
- Premio Israele nelle scienze esatte (1989);[6]
- Premio EMET per l'arte, la scienza e la cultura nell'istruzione (2004);[7]
- Gran croce al merito dell'Ordine al merito di Germania, presentato dal Presidente della Germania;
- Croce d'onore, scienza e arte, prima classe presentata dall'Austria;
- Croce d'oro d'onore per il servizio nel land della Bassa Austria (2011);
- Medaglia di Harnack del Max Planck Institute (2001), in riconoscimento del suo contributo alla cooperazione tra la Società Max Planck e l'Istituto Weizmann.

Nel 2004 Harari tenne un discorso intitolato "A View from the Eye of the Storm" che offriva spunti sui problemi del Medio Oriente. In seguito lo trasformò in un libro omonimo.

## Opere pubblicate
- A View from the Eye of the Storm: Terror and Reason in the Middle East, HarperCollins, 2005.